# Czarny rycerz
Czarny rycerz (ang. Black Knight) – amerykańska komedia filmowa z roku 2001 w reżyserii Gila Jungera. W filmie w roli głównej wystąpił Martin Lawrence.

## Fabuła
Jamal Walker (Martin Lawrence) ma dalekosiężne plany dotyczące swojej przyszłości. Na razie jednak wykonuje nudną pracę w jednym z tematycznych parków rozrywki pod Los Angeles oferującym swoim klientom wyprawę w świat średniowiecza. Na skutek wypadku przy pracy Jamal wpada do fosy i ku swemu zdziwieniu odkrywa, że trafił do XIV-wiecznej Anglii. Mroki średniowiecza już nigdy nie będą takie same.

## Obsada
- Martin Lawrence jako Jamal Walker/"Skywalker"
- Tom Wilkinson jako sir Knolte
- Kevin Conway jako król Leo
- Erik Jensen jako Dere
- Marsha Thomason jako Victoria/Nicole
- Vincent Regan jako Percival
- Daryl Mitchell jako Steve
- Michael Countryman jako Phillip
- Jeannette Weegar jako księżniczka Regina